# Bydhošťský vodní uzel
Bydhošťský vodní uzel (polsky Bydgoski Węzeł Wodny – BWW) je soustava vodních kanálů, která spojuje povodí Visly a Odry. Tato velká křižovatka vodních cest je mimořádné technické dílo z konce 18. století, které zásadním způsobem ovlivnilo vnitrozemskou vodní dopravu v Polsku. Její vznik a vývoj charakterizuje historický vývoj nejen Bydhoště, ale i celé oblasti po rozdělení Polska, nyní na hranici Polska a Německa.

## Historie
Polský král Kazimír Veliký udělil městská práva Bydhošti 19. dubna 1346. Říční doprava má v tomto městě dlouhodobou historii. Bydhošť měla již ve středověku cech kapitánů a například cech kormidelníků ve městě měl již v 16. století 80 členů. V 18. století začaly mít vodní kanály a průplavy v obchodě a průmyslu větší význam. Do popředí zájmu se dostávaly průplavy i kanály, které spojovaly říční toky. Stávaly se atraktivními, i když jejich výstavba byla nesmírně náročná. Kanál spojující povodí Visly a Odry je jednou z prvních novodobých staveb tohoto druhu a stal se významnou vodní cestou v Polsku.
Historie Bydhošťského vodního uzlu je podrobně zachycena v materiálech Muzea Bydhošťského kanálu (Muzeum Kanału Bydgoskiego), které bylo otevřeno v roce 2006. Tyto materiály zachycují celou historii, jak polské úvahy o jeho stavbě, tak i pruské projekty a dále pak samotnou náročnou výstavbu kanálu a jeho pozdější rekonstrukci a modernizaci. Muzeum má k vodnímu kanálu i podrobnou bibliografii.

## Výstavba kanálu Visla–Odra

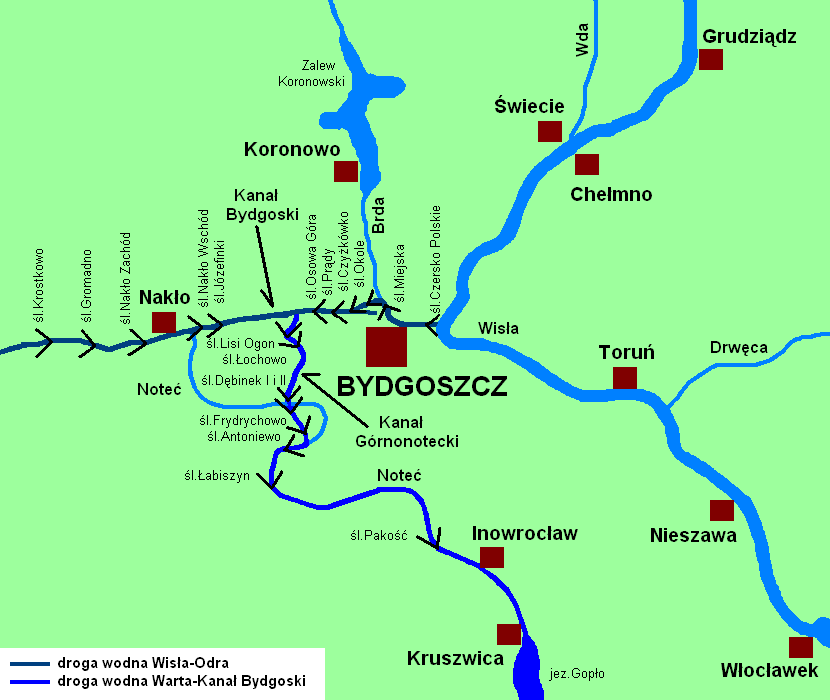
Vodní toky v Bydhošti

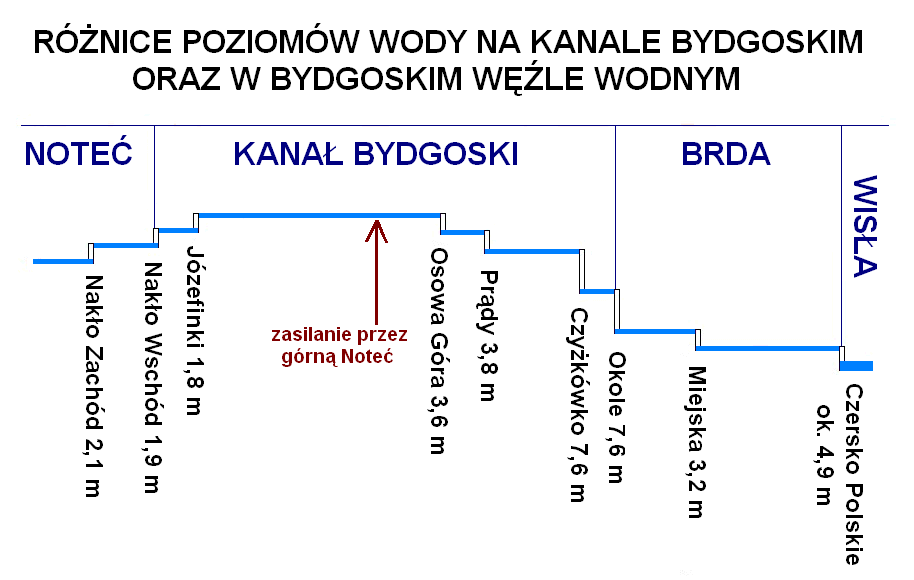
Plavební komory

V 18. století se do popředí dostala touha propojit povodí Visly a Odry. Řeka Visla, která směřuje na západ, se náhle u Bydhoště prudce obrací na sever a teče k moři. Nejmenší vzdálenost od povodí Odry, která také sloužila vodní dopravě, je pouhých 27 km. Po prvním rozdělení Polska, v letech 1772–1774, postavili Prusové podle vlastního návrhu v údolí Bydhošť–Nakło základní prvek vodní cesty Visla–Odra. Přípravné projekční práce na spojení Visly a Odry byly dokončeny rok po prvém dělení Polska roku 1772. Na jaře roku 1773 byla zahájena samotná stavba kanálu. Pracovalo zde až 6 tisíc pracovníků za mimořádně těžkých podmínek. Dělníci byli často až po prsa ve vodě, řada z nich zemřela na horečky nebo úplavici. Podle dochovaných informací se na stavbě pracovalo v mimořádně obtížných podmínkách od jara 1773 do podzimu 1774. Po 18 měsících, 9. září 1774, byl kanál Visla–Odra oficiálně otevřen. Po vybudování kanálu se město postupně stalo plavebním centrem spojujícím Polské království s Německem a jeho význam začal narůstat. Po dokončení stavby kanálu docházelo k dalšímu rozšíření vodních cest, které se začaly nazývat Bydhošťský vodní uzel – BWW (Bydgoski Węzeł Wodny nebo též Bydgoszcz Water Junction), neboť tento vodní uzel spojil všechny řeky a kanály, které se v Bydhošti nacházejí (Brdu, Vislu, Bydhošťský a Górnonotecký kanál a další). Označení BWW v širším pojetí charakterizuje proto Bydhošť jako centrum vnitrostátní vodní dopravy spojující Polské království s Německem.
Kanál Visla–Odra a s tím související ekonomický rozvoj byly jedním z hlavních faktorů růstu významu města i celé oblasti. Bydhošť měla na počátku 18. století necelých 5 tisíc obyvatel. Při budování vodních cest se město postupně rozrostlo podél kanálu až na břeh řeky Visly a posléze překročilo i na její protější břeh. V roce 1910, kdy se vodní doprava dostala na vrchol, zde žilo 57 700  obyvatel a po skončení 2. světové války zde již žilo přes 135 tisíc obyvatel.

### Bydhošťský kanál
Kanál Bydhošť je klíčovým prvkem mezinárodní vodní cesty E-70 spojující Antverpy s Klaipedou (Litva, pobaltské pobřeží). Důležitost kanálu jako nezávislého vodního toku sama o sobě není velká, ale smysl nabývá pouze jako prvek splavné vodní trasy. Zařízení kanálu je klasifikováno jako vodní cesta třídy II, přístupná pro čluny s kapacitou 400 tun a ponorem 1,5–1,6 m. Provozní období kanálu je od dubna do listopadu.
Celková délka samotného Bydhošťského kanálu je 24,77 km, z toho 15,7 km se nachází v povodí řeky Noteć (Odra) a 9,0 km v povodí řeky Brda (Visla). Rozdíl úrovní je řešen šesti vodními uzávěrami. Bydhošťský kanál je dvoustupňový, jeho nejvyšší poloha je zásobována vodami Górnonoteckého kanálu s plavebními komorami: z východu Osowa Góra a ze západu Józefinki.

### Górnonotecký kanál
Délka plavebního systému Noteć Gopło – Bydhošť je 114,6 km a je klasifikován jako splavná vodní cesta třídy I a. Nosnost plavidel v některých částech může být až 300 tun, ale používané maximum je 150 tun. První kroky úprav na řece Noteč začaly v roce 1878 a v roce 1882 byl uveden do provozu úsek dlouhý 25 km, který se nazývá kanál Górnonotecki a který dodává vodu do nejvyššího bodu kanálu Visla–Odra. Hloubka kanálu je 0,8 až 1,2 m a jeho šíře je 15 až 20 m.

Kanál Noteče
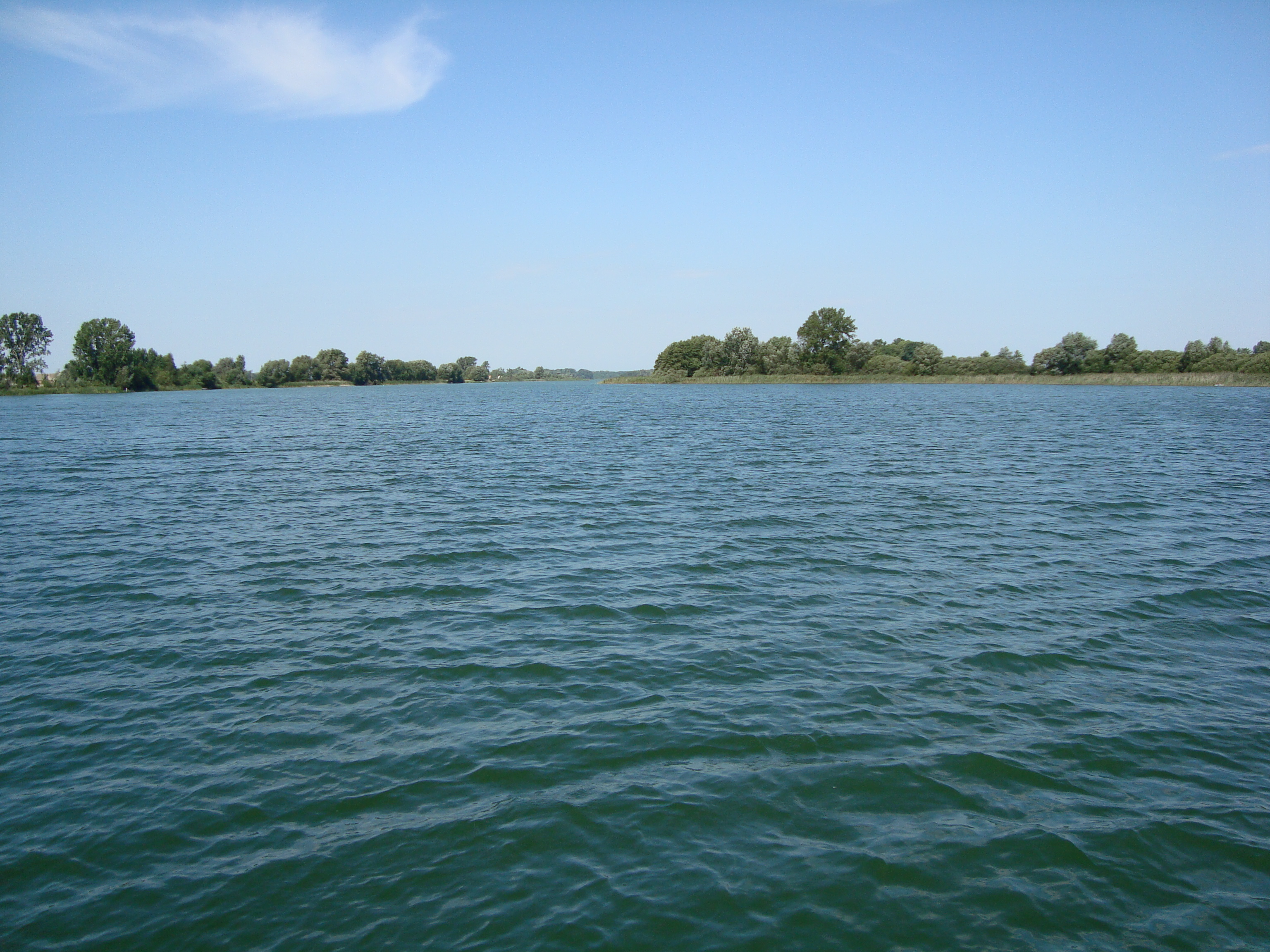
jezero Goplo
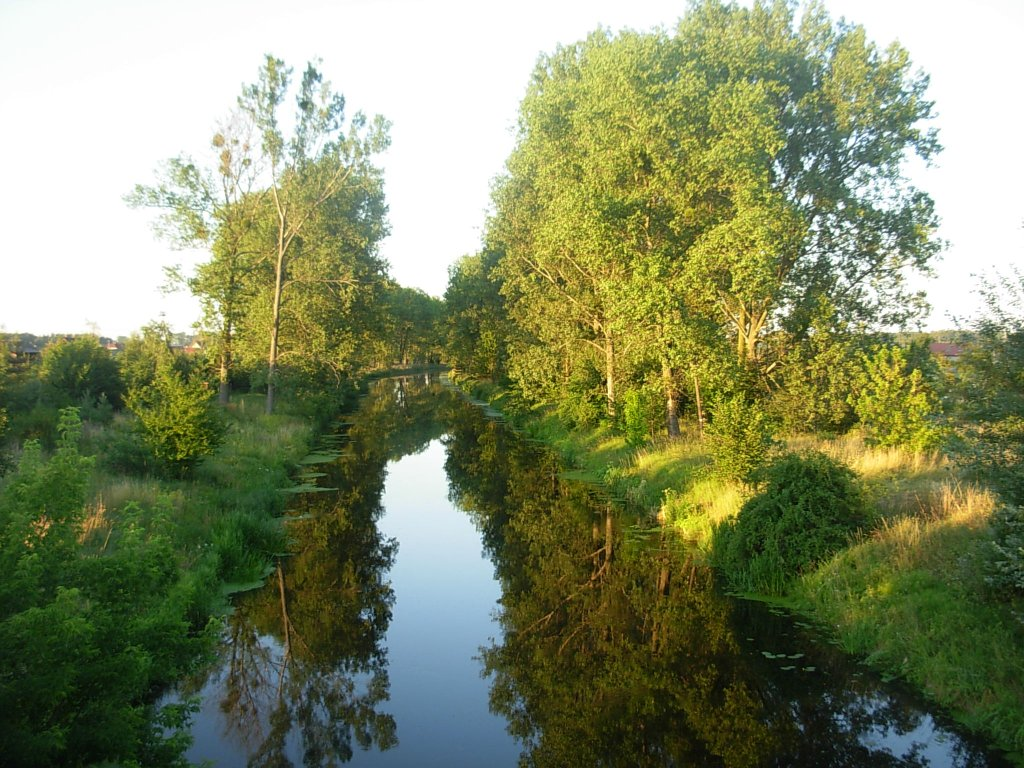
Kanał Górnonotecki - pohled v Łochowicích
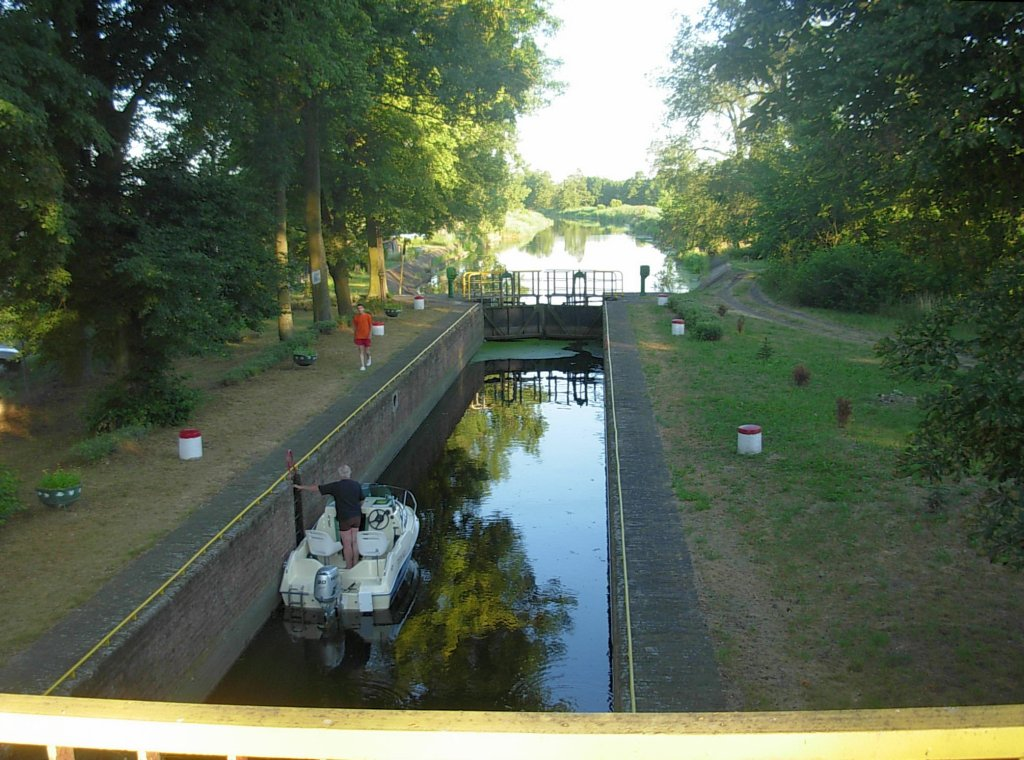
Kanal Górnonotecki v Dębinku
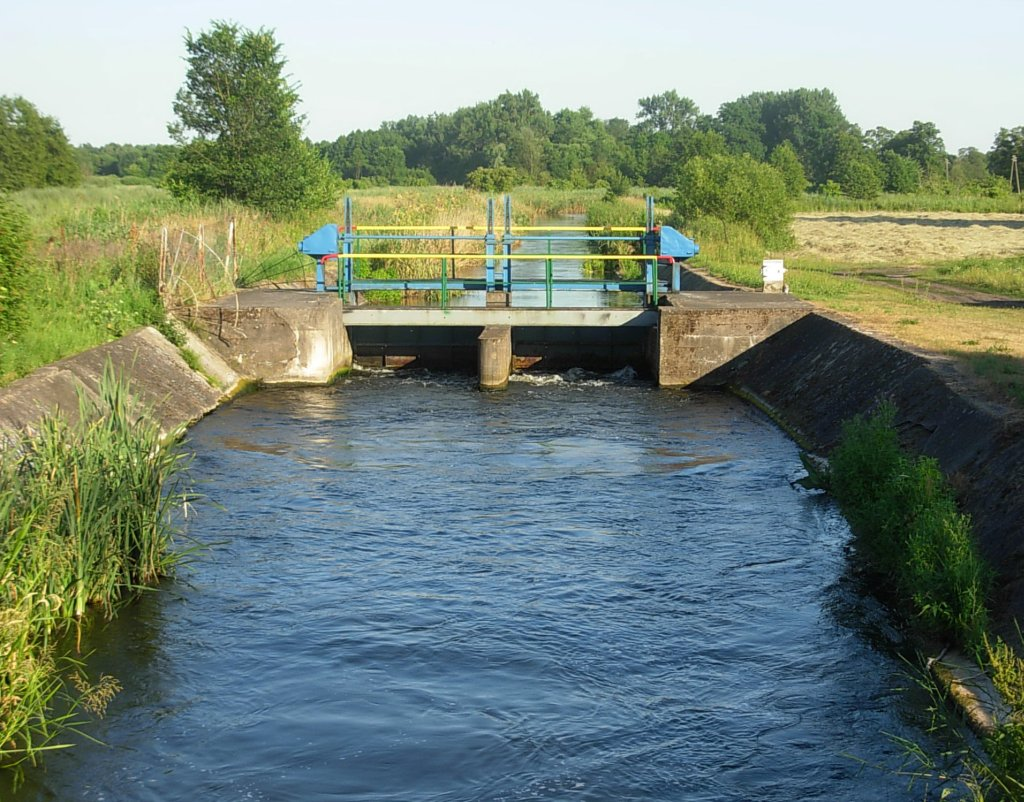
Jez na  Górnonoteckém kanále v Dębinku
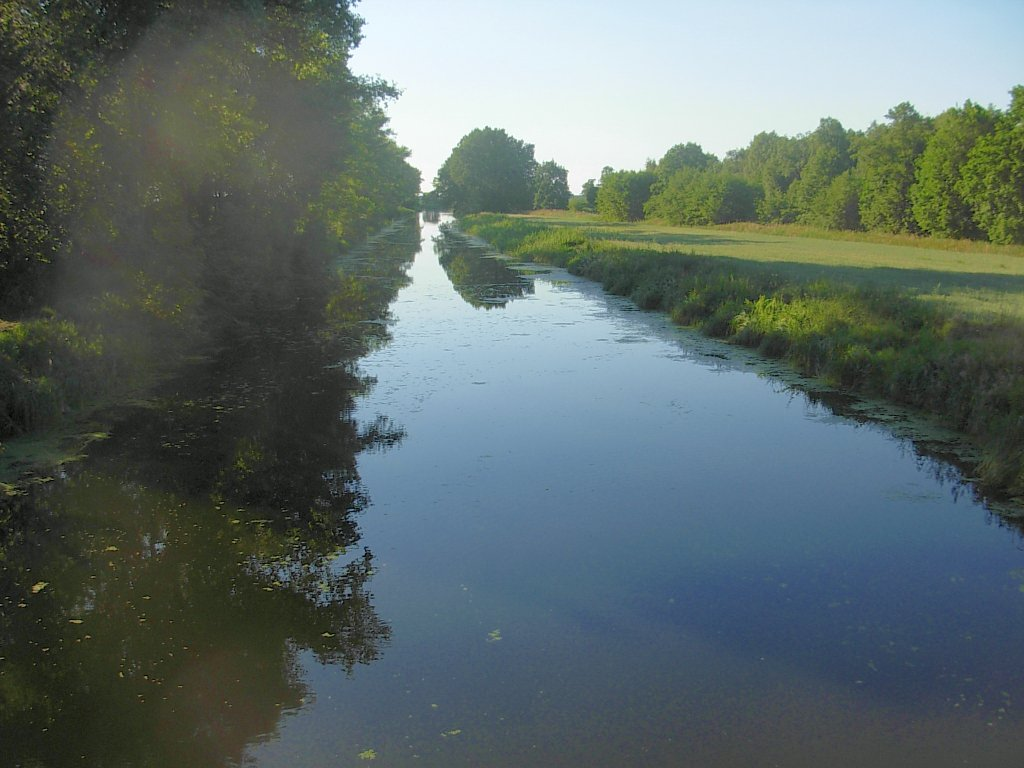
Kanał Górnonotecki v Dębinku
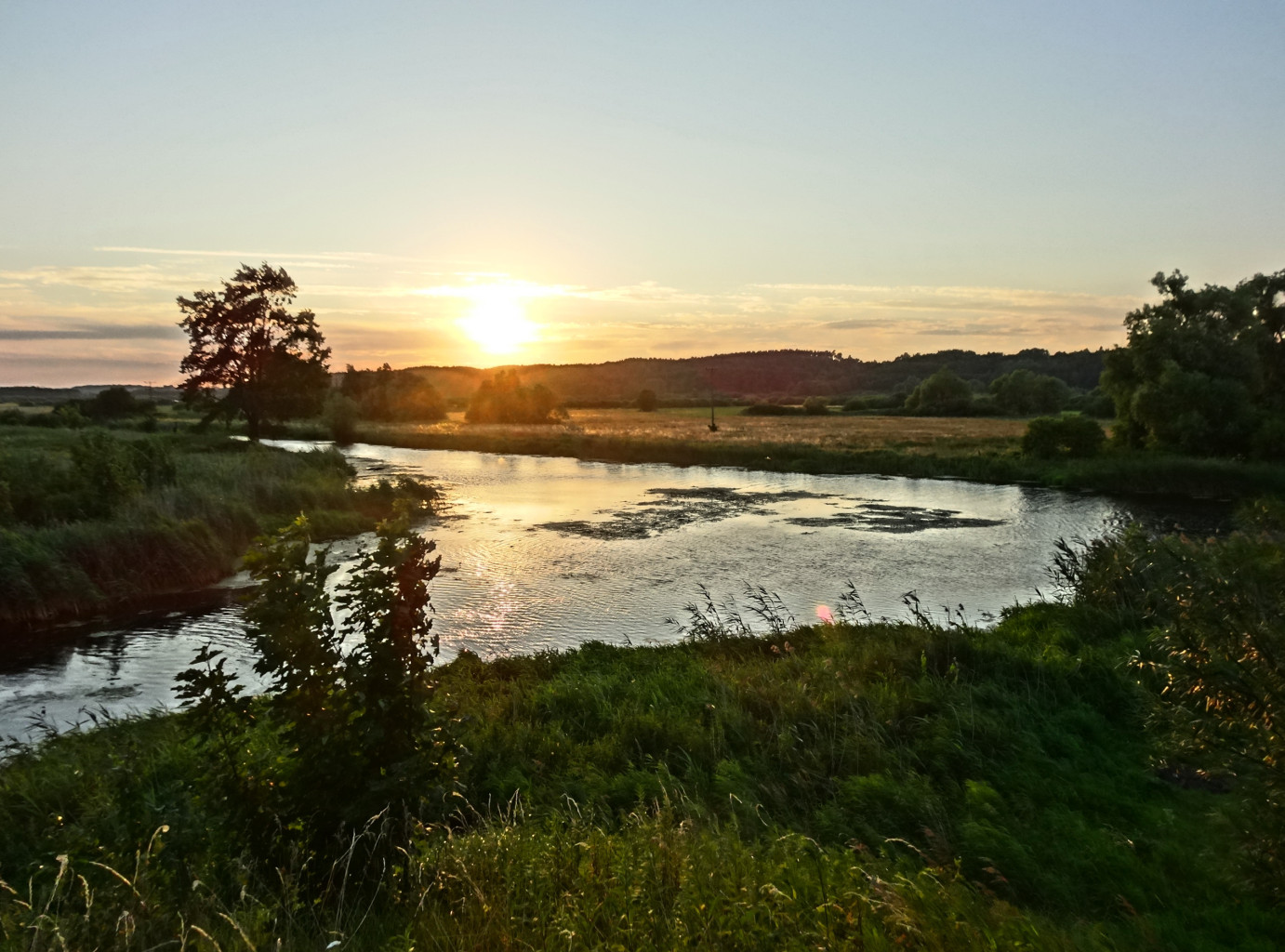
Kanal Notecki ústí do Bydgoského kanálu

### Brda – fragment vodní cesty Visla–Odra
Brda je v dolní části svého toku propojena s kanálem Visla–Odra. V 19. století nákladní a osobní doprava na ní postupně vzrůstala. V roce 1855 byl na této řece uveden do provozu první parník. V letech 1876–1879 byla na úseku od městské plavební komory k řece Visle řeka regulována. V blízkosti ústí byly postaveny dva zámky a věž jezu, což vedlo k vytvoření oblasti vhodné pro přístav dřeva. Brda protéká Bydhoští a vodní dopravní cesta je zde dlouhá 15 km. V roce 1895 byla navigační trasa zkrácena meandrovým příkopem a byl tak vytvořen ostrov v Zimních Wodach a postaven říční přístav Żegluga Bydgoska. Zde byly sestavovány vory ze standardních délek kmenů a vždy několik jich bylo vázáno za sebou. V letech 1905–1906 byly jehlové jezy a plavební komora Kapuściska nahrazeny válcovým jezem Czersko Polskie, což vedlo k rozšíření dřevařského přístavu na 95 ha a hladina Brdy od ústí do centra Bydhoště se stala nezávislou na hydrologické situaci na Visle. S těmito pracemi bylo spojeno i vybudování dvou ocelových mostů přes řeku.

kanál Brdy
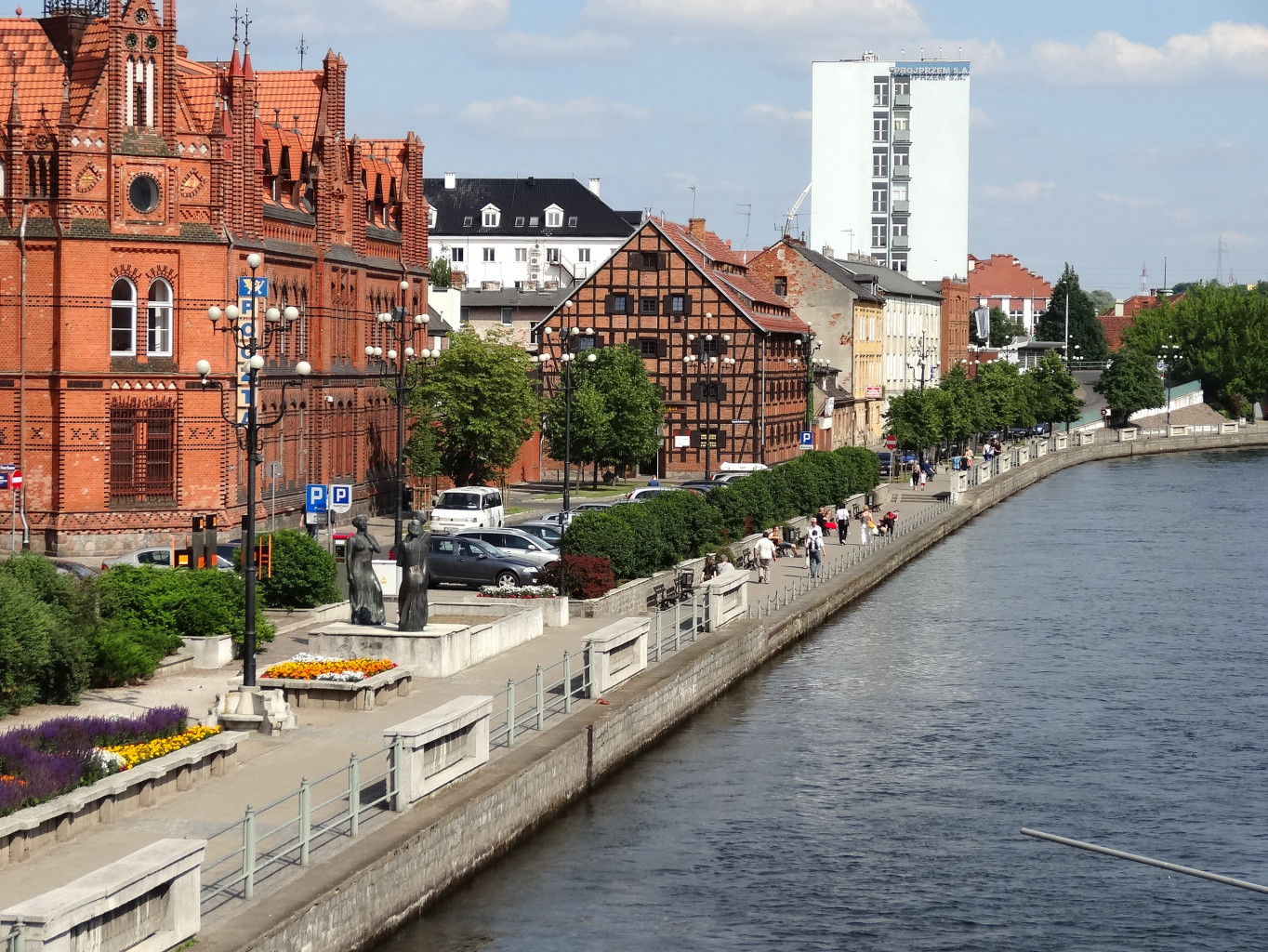
Nábřeží Brdy
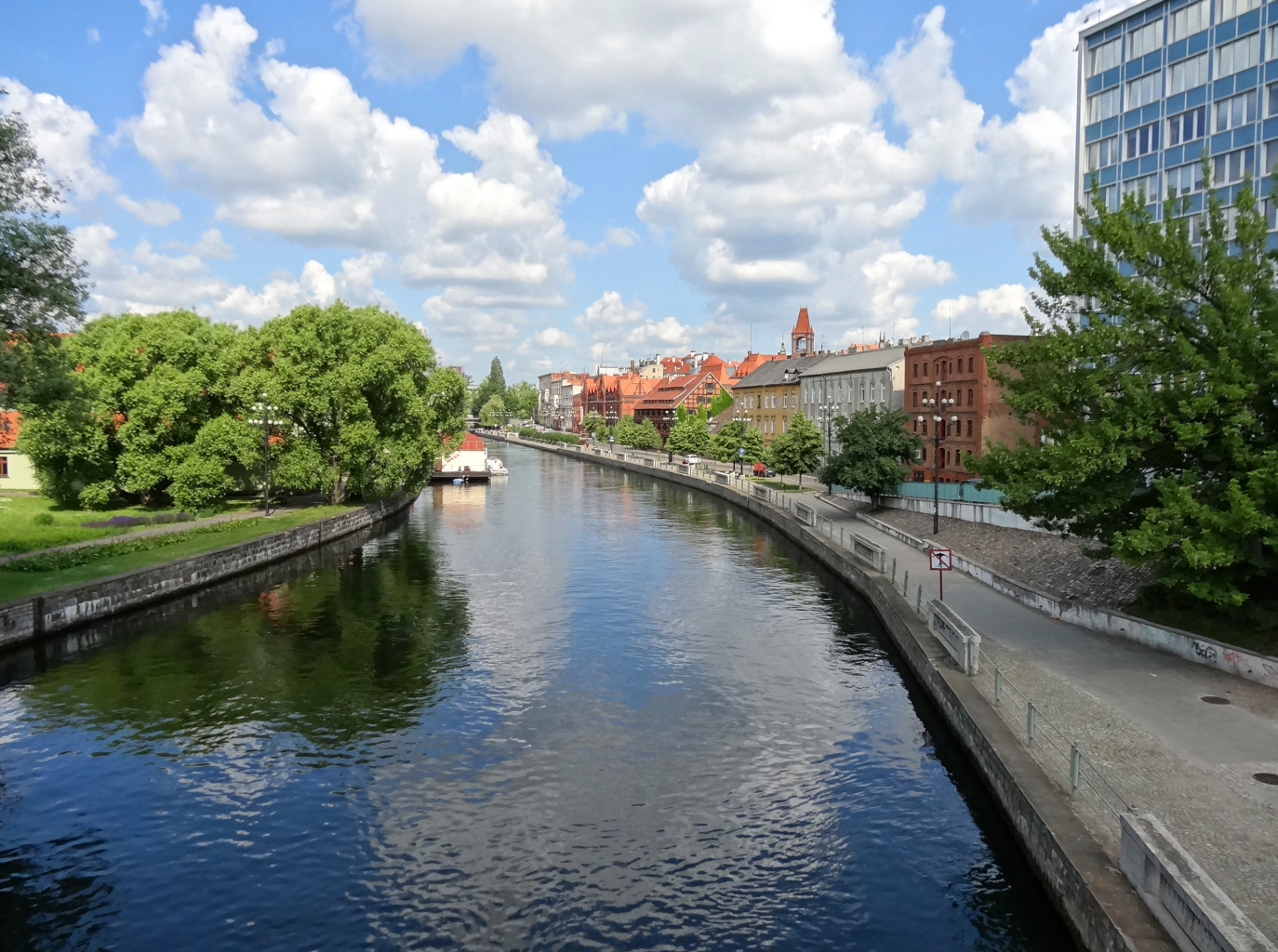
Nábřeží Brdy
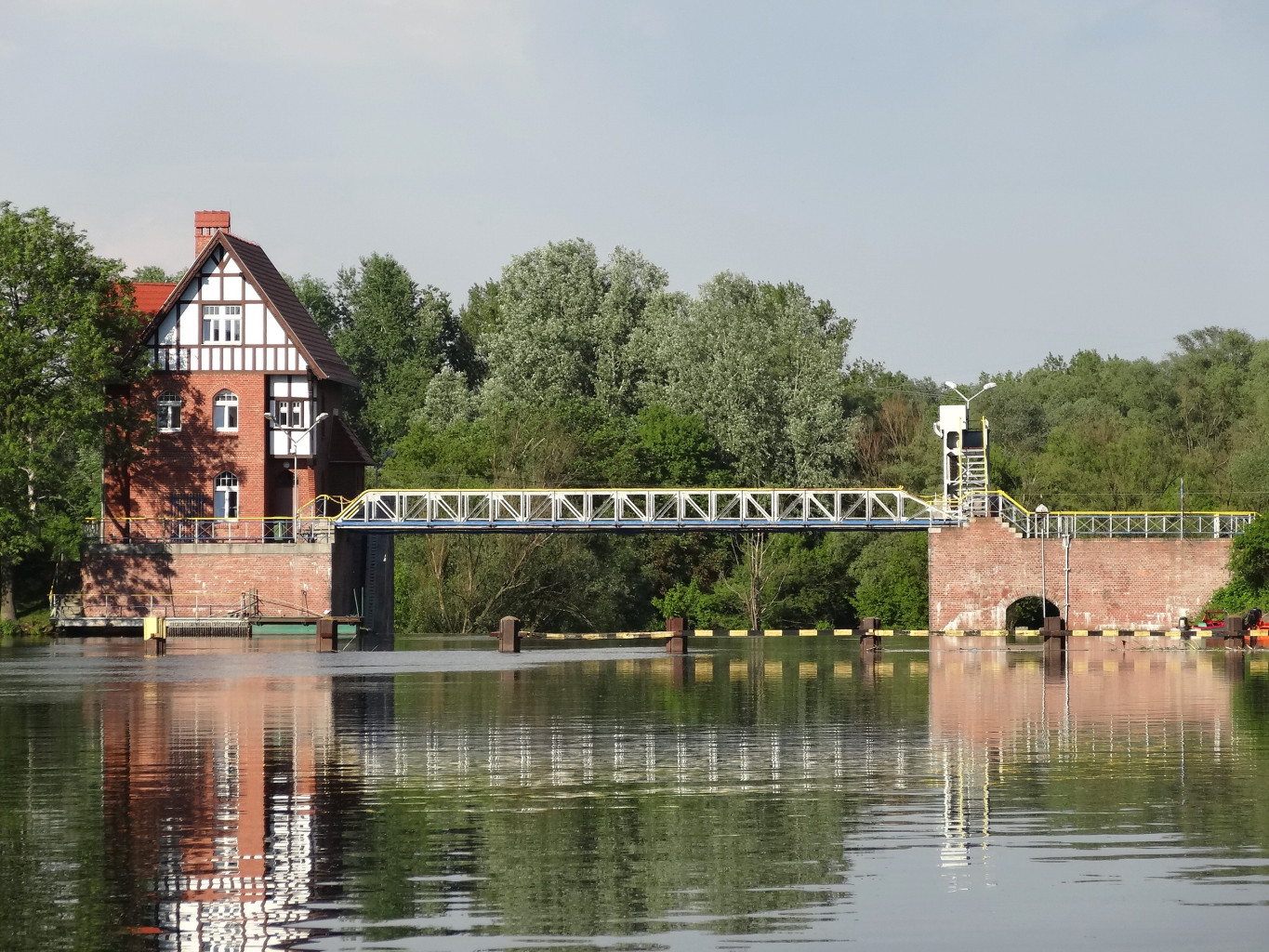
Jez Czersko Polskie
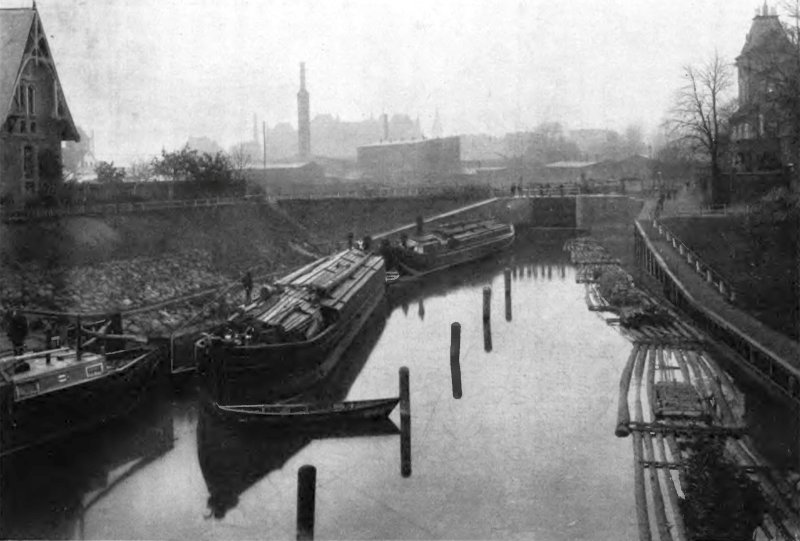
Zámek Miejska r.1905
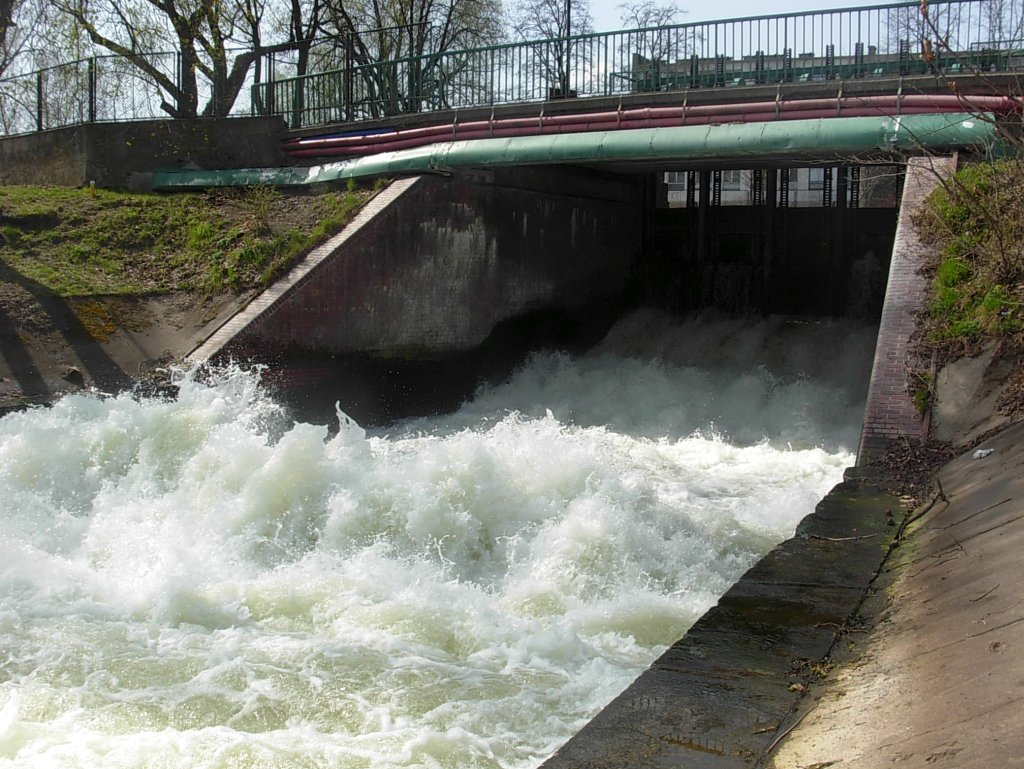
Jez - ostrov Młyńska
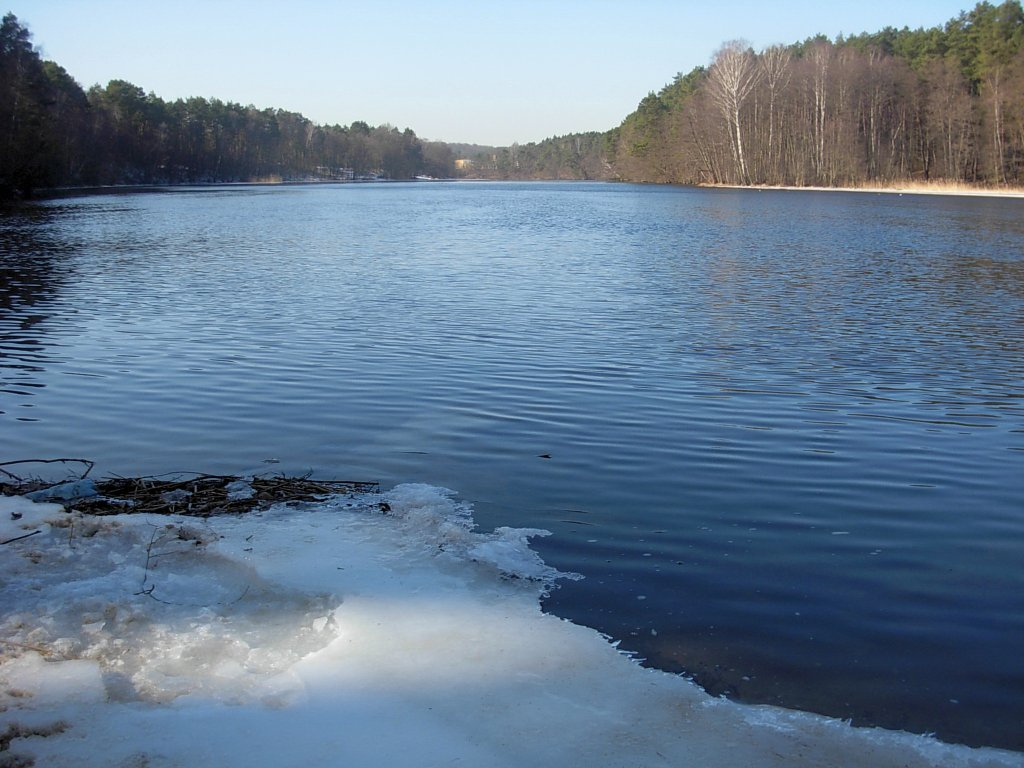
Zakole Brdy v Janowie

### Starý Bydhošťský kanál
Před první světovou válkou v letech 1910–1915 byl kanál opět přestavěn. V té době byl změněn jeho směr a stará část byla přejmenována na Starý bydhošťský kanál. Ten je momentálně mimo provoz a stala se z něj turistická atrakce města. Jeho okolí tvoří park (47 ha) s názvem „Planty nad Kanalem Bydgoskim“. Samotný Bydhošťský kanál je nejstarším vnitrozemským vodním kanálem na současném polském území, který je stále schopný provozu. V meziválečném období byl kanál považován za nejkrásnější a nejefektivnější vodní cestu Polské republiky. V roce 2005 byl pak zapsán na seznam polských památek.

## Složení vodního uzlu
Zefektivnění dopravní vodní cesty si postupně vyžádalo celou řadu úprav a propojení. Jak velké a rozsáhlé změny to jsou, je patrné jak z přehledu kanálů, tak i z počtu ostrovů (polsky wyspa) na území města Bydhoště.
| Kanál                      | Poloha                                                     | Délka (km)  |
| -------------------------- | ---------------------------------------------------------- | ----------- |
| Brda                       | Celé město od severozápadu přes střed až po východní okraj | 28,0        |
| Visla                      | Łęgnowo, Brdyujście, Fordon,                               | 14,0        |
| Struga Flis                | Osowa Góra, Flisy, Czyżkówko                               | 8,9         |
| Struga Młyńska             | Miedzyń                                                    | 5,2         |
| Potok Prądy                | Prądy                                                      | 3,3         |
| Młynovka                   | Wyspa Młyńska                                              | 1,3         |
| Strugi LPKiW               | Myślcinek, Rynkowo                                         | 4,5         |
| Strugi Zbocza Fordońskiego | Gdaňský les, Fordon                                        | 4,0         |
| Nížinná Struga             | Bielice, Glinki, Liberty Hill, Uplands, Babia Wieś         | 2,6         |
| Ostrov                     | Poloha                                                     | Plocha (ha) |
| Wyspa Młyńska              | Stare Miasto                                               | 5,50        |
| Wyspa Mennicza             | Stare Miasto                                               | 1,00        |
| Wyspa św. Barbary          | Stare Miasto                                               | 0,06        |
| Wyspa na Kapuściskach      | Kapuściska                                                 | 1,40        |
| Wyspa na Zimnych Wodach    | Siernieczek, Zimne Wody                                    | 11,30       |
| Wyspy w Brdyujściu         | Brdyujście                                                 | 17,50       |
| Wyspa Kanałowa             | Okole                                                      | 190,00      |
| Ptasia Wyspa               | Myślecinek                                                 | 1,00        |

## Evropské vodní trasy
Bydhošť je místem, kde východoevropské a západoevropské vodní systémy spojují hlavní hydrografické osy:

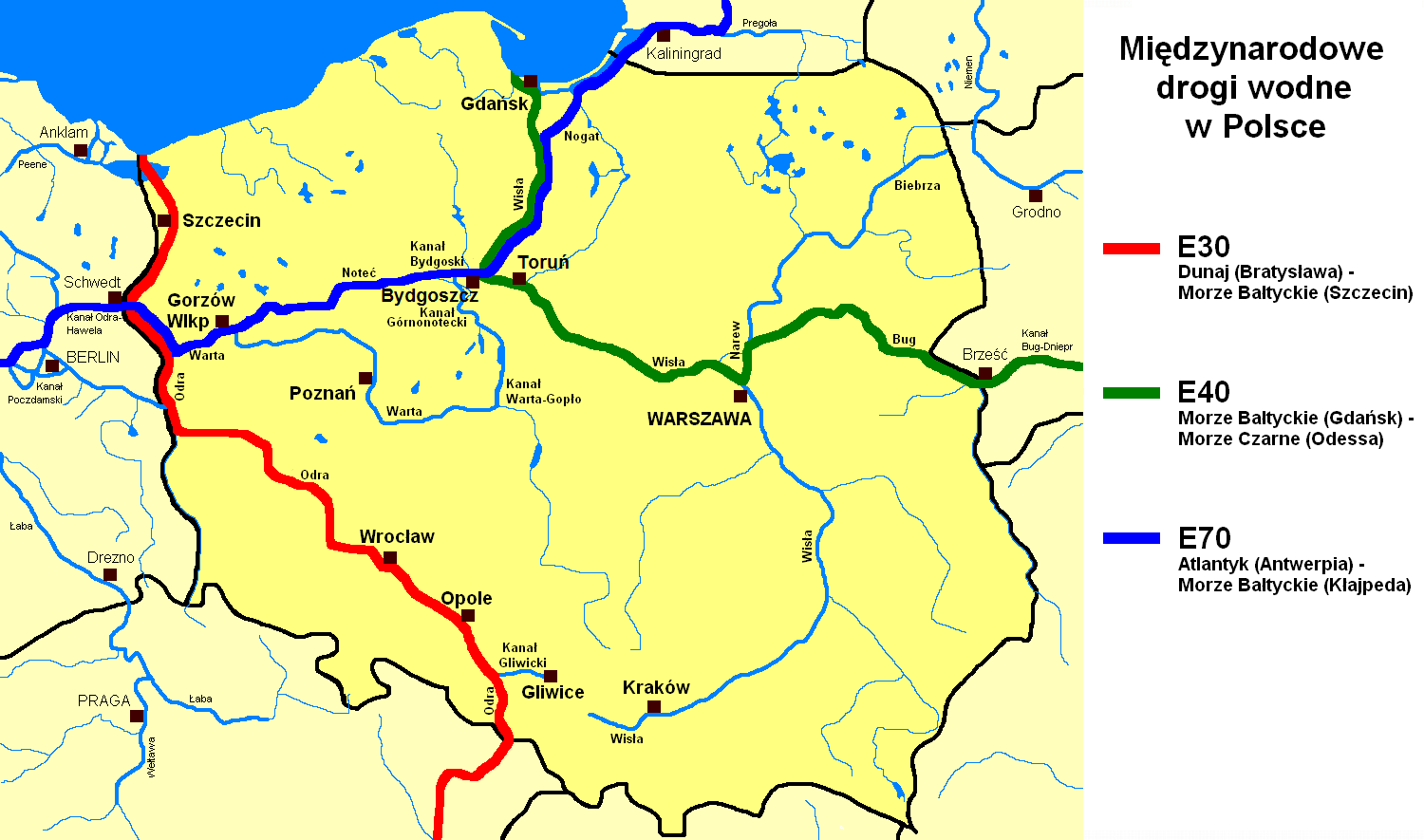
Mezinárodní vodní cesty v Polsku

- východ–západ (vodní cesta Visla–Odra),
- sever–jih (řeka Visla).

Je to bod spojující dva hlavní vodní koridory mezinárodního významu:
- E40: spoj vedoucí z Gdaňska proti proudu řeky Visly do Varšavy a dále podél řeky Bug do Brestu, kde se napojuje na vodní cestu vedoucí přes Polesie do Dněpru. Na území Bydhoště je vodní cesta E40 dlouhá 14 km a spojuje městský úsek s řekou Vislou.
- E70: spojení Antverp s Klaipedou – přes Nizozemsko, Německo, Polsko a Rusko do Litvy (v rámci správních hranic Polska), uzamyká Odru a vede dále podél Warty, Noteće, Bydhošťského kanálu a Brdy do Visly a dále pak 114 km dlouhým úsekem po Visle (společný úsek s E40), po Nogatu,  Vislovskou lagunu až do Kaliningradu. Na území Bydhoště je vodní cesta E70 dlouhá 28 km. Skládá se z městských částí Bydhošťského kanálu, kanalizované Brdy a Visly až pod ústí řeky Brdy.

BWW také protínají národní turistické trasy pro kanoistiku a vodní dopravu:
- Stezka Brda – 233 km; jedna z nejkrásnějších kanoistických tras v Polsku, vedoucí nárazníkovou zónou Národního parku Bory Tucholskie, četnými jezery a lagunou Koronowskou.
- Vodní cesta Visla–Odra – 294 km; z Bydhoště do Kostrzynu nad Odrou, vedoucí mimo jiné přes národní park Warta Mouth. Trasa spojuje Bydhošť s vodní cestou Odra a s přilehlými městy Štětín, Vratislav, včetně vodních cest západní Evropy.
- Velká vodní cesta Velkopolská – 688 km; kruhová cesta Wielkopolska, která vede částečně podél silnice Vistula–Odra a Górnonotecki kanál přes jezero Gopło a na Ślesiński kanál na Wartě, spojuje Bydhošť, Konin, Poznaň a Gorzów Wlkp.
- Toruňská smyčka – 487 km; (kánoe) stezka podél Visly, Nogat, Jagellonského kanálu přes Elbląg River, Elbląg kanál a Drwęca. Spojuje města Bydhošť, Elbląg, Ostróda a Toruň.
- Kujawská smyčka – 269 km; okružní stezka v oblasti Kujawy, která vede podél kanálů Bydhošťského a Górnonoteckého, přes Noteć, Bachorze, Zglowiączka, stejně jako Visla a Brda; spojuje Bydhošť, Kruszwica, Włocławek a Toruň.
- Noteć horní stopa (kánoe) – stezka vedoucí přes Noteć sekci Nakła; umožňuje turistický průzkum četných jezer Kujawy a Pałuki; z Bydhoště se můžeme dostat na stezku přes Górnonotecký kanál,
- Vistula Waterway – lodní a kanoistická stezka, kterou lze použít k cestě z Bydhoště do Gdaňska a na druhé straně do Varšavy a Krakova; přes přítoky řeky Visly je možné provozovat vodní turistiku ve většině území Polska.

## Přístavy
V roce 1897 schválila pruská vláda projekt říčního přístavu v Zimních Wodach. Ve stejném roce realizoval Úřad hydraulického inženýrství v Bydhošti velký příkopový meandr na řece Brda, který změnil současný směr řeky a společnost zde nově vybudovala silnici se dvěma ocelovými mosty. Stavba říčního přístavu byla provedena v letech 1897–1904. Největší provoz zde byl zaznamenán v letech 1903–1907, kdy se zde zvýšila roční přeprava loděmi a parníky. Ta činila ročně průměrně 35 tisíc lidí a 43 tisíc vorů (přes 440 tisíc tun dřeva). To představovalo 1/3 roční dodávky dřeva do Německa. V té době byla mimo jiné také postavena přístupová železnice a vlečky, skladiště, sklady pro překládku zboží z člunů na železniční vozy a parní jeřáby. Na začátku 20. století dosáhla překládková kapacita přístavu 2 000 vozů za rok. Dále bylo také vybudováno sídliště pro dělníky (Zimne Wody a Czersk Polski), restaurace poblíž přístavu a továrny na stroje. Společnost rovněž měla vlastní fond zdraví, který poskytoval svým zaměstnancům sociální dávky.

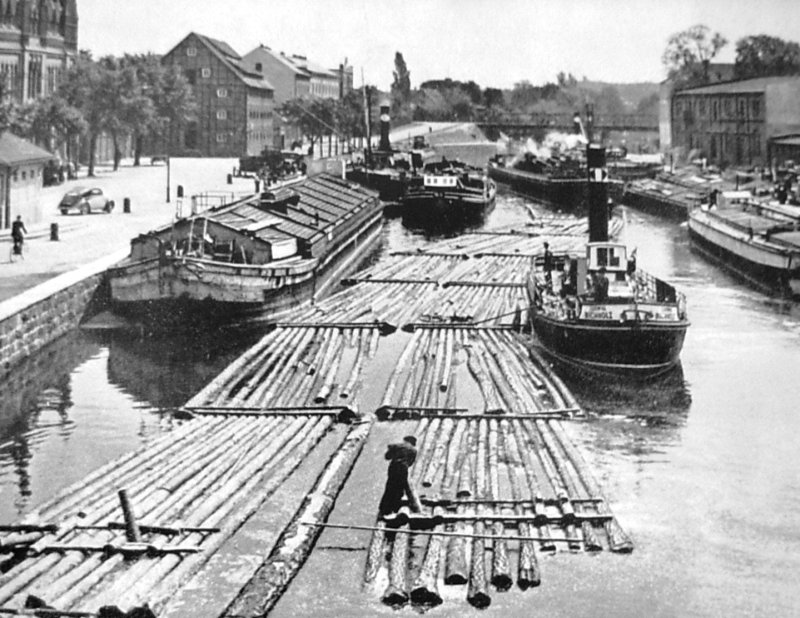
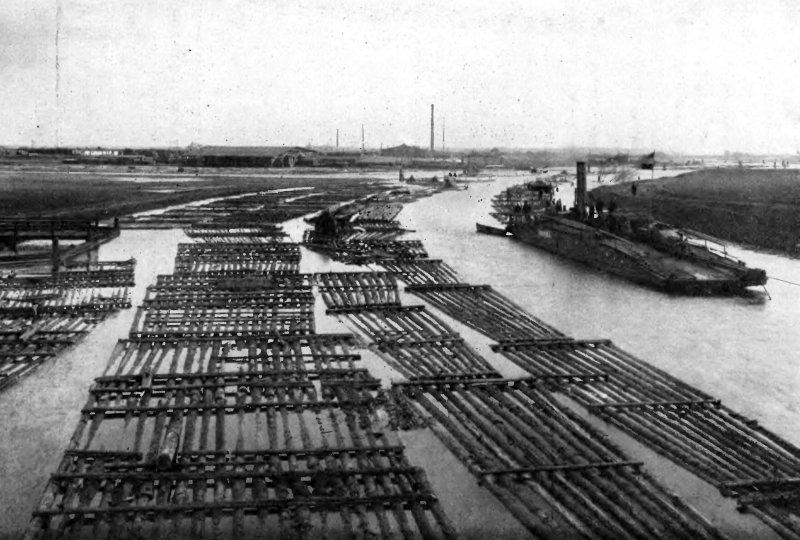
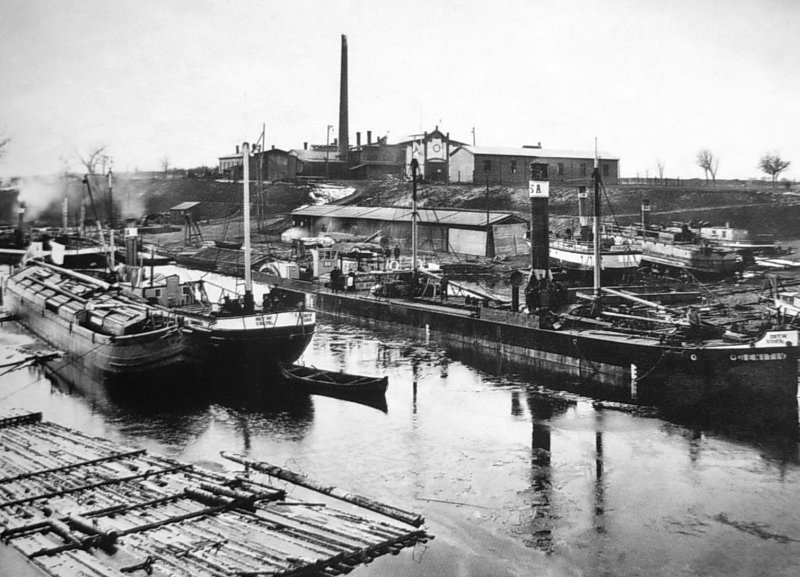
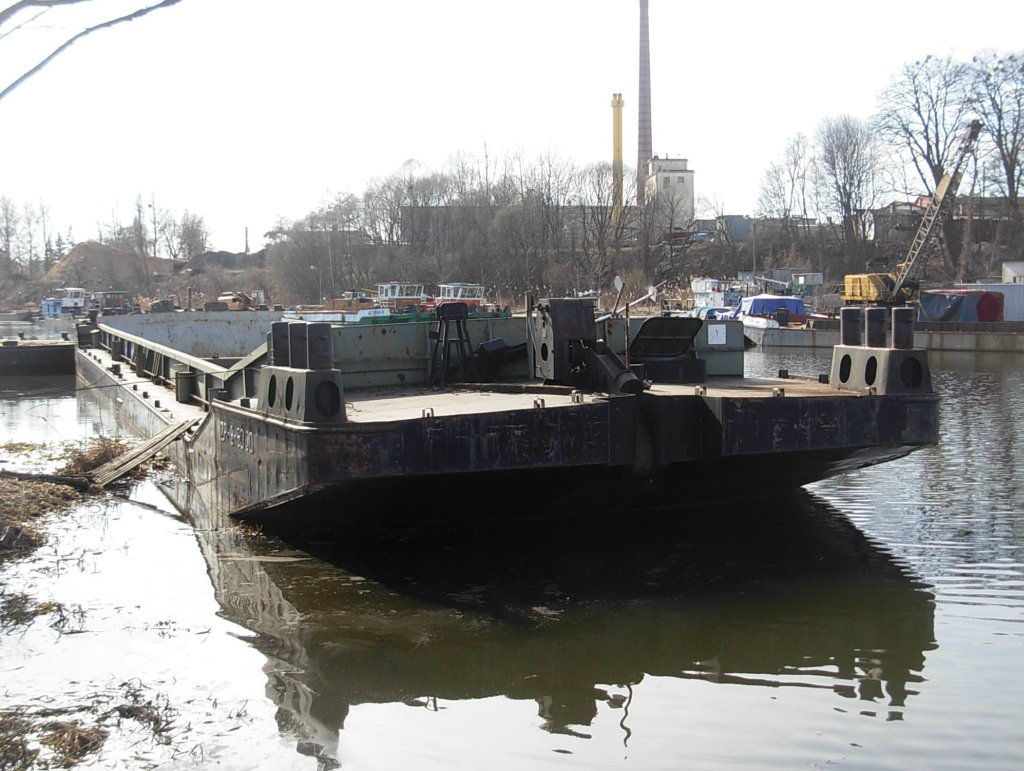
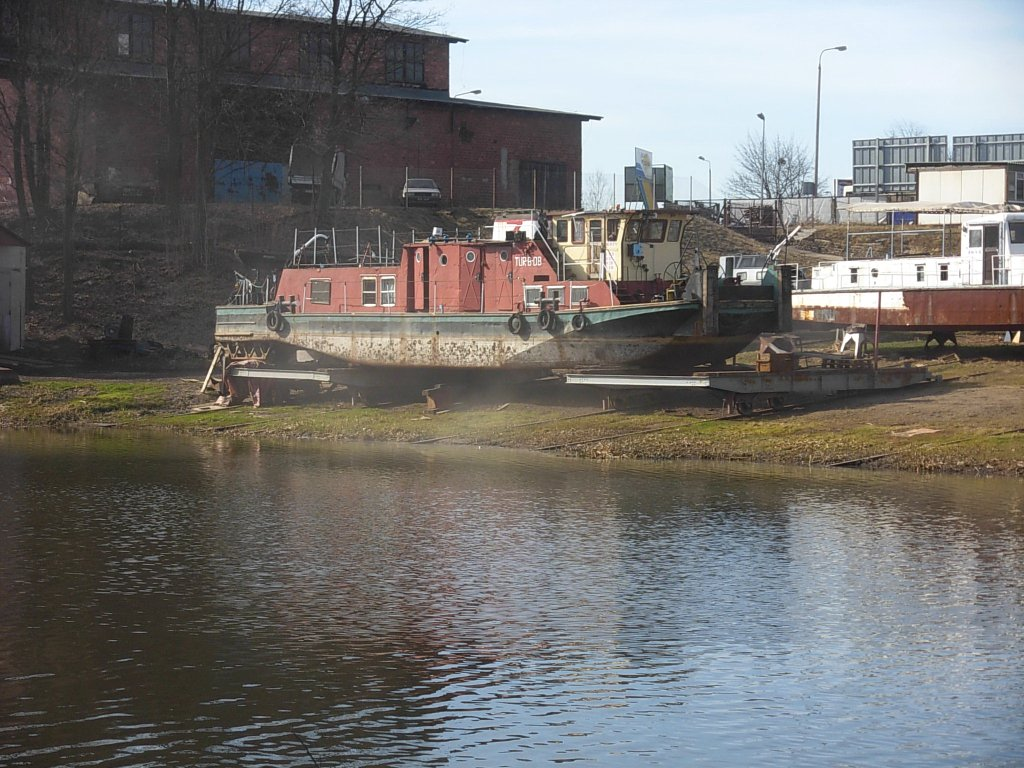

## Loděnice
Souběžně s rozvojem vodní dopravy vznikaly v Bydhošti i loděnice. První říční loděnice v Bydhošti byla založena v roce 1865 z iniciativy bratrů Teodora a Adolfa Wulffa. Loděnice se nacházela na dolní Brdě. Byla v ní postavena celá řada lodí, např. dvě velké salonní lodě a celá řada bagrů, které byly exportovány do řady měst. Loděnice však v roce 1875 přestala existovat. V témže roce vznikla další říční loděnice Leopolda Zobela, který předtím začínal skromnou zámečnickou dílnou. Loděnice se záhy rozrostla a bylo zde zaměstnáno několik stovek lidí. Od roku 1885 zde bylo vyrobeno 12 říčních parníků s různým pohonem (boční kolo, zadní kolo, šroubové parníky). Továrna se zhroutila smrtí majitele v roce 1912. Význačnou roli hrála také loděnice firmy Lloyd Bydgoski, která  byla založena v roce 1887. To byla továrna se širokým výrobním sortimentem. Na straně  u vodního toku vznikla postupně loděnice, kde se stavěly parníky a různé typy říčních lodí, dřevěné, ocelové i kombinované (dřevěné dno, ocelové boky). Byla zde např. opravována také plovoucí kolejová vozidla. V roce 1908 byl zde např. postaven dvoušnekový parník „Słowacki“, který se plavil po kanálu Bydhošť a Górnonoteckém. Výroba lodí v Bydhošti ještě více podtrhla význam BWW a vše co s tím bylo spojeno.
V roce 1891 společnost Bydgoszcz Tug Shipping Society otevřela v Bydhošti továrnu na stroje a loděnici v Zimnych Wodach. Tato továrna na stroje mimo jiné vyráběla také parní kotle, jeřáby, různé ocelové konstrukce a tažné řetězy. Vlajkovým produktem továrny byla lihovarnická zařízení, kterých bylo do roku 1918 prodáno závodům v Německu a v zahraničí více než tisíc. V roce 1892 byla otevřena parní cihelna a pila v Czersk Polski, která na začátku dvacátého století zpracovala 30 tis. m³ dřeva. Druhá, větší pila (55 000 m³ dřeva) patřící společnosti se nacházela v Siernieczku a byla postavena v roce 1899. Obě pily měly železniční vlečky. Další závod náležející k přepravní společnosti byl parní lihovar v Czersk Polski. Společnost měla také zemědělské farmy, jednu v Siernieczku, dvě v Zimnych Wodach a ústřední farmu ve Ściersku.

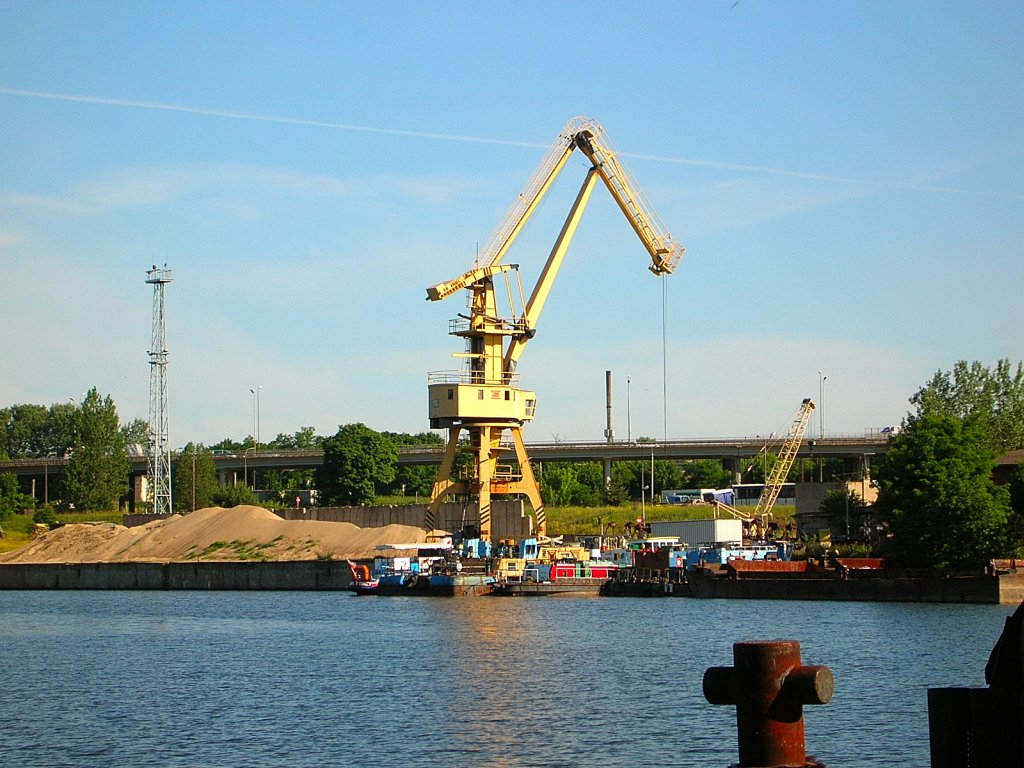
Jeřáb v přístavu
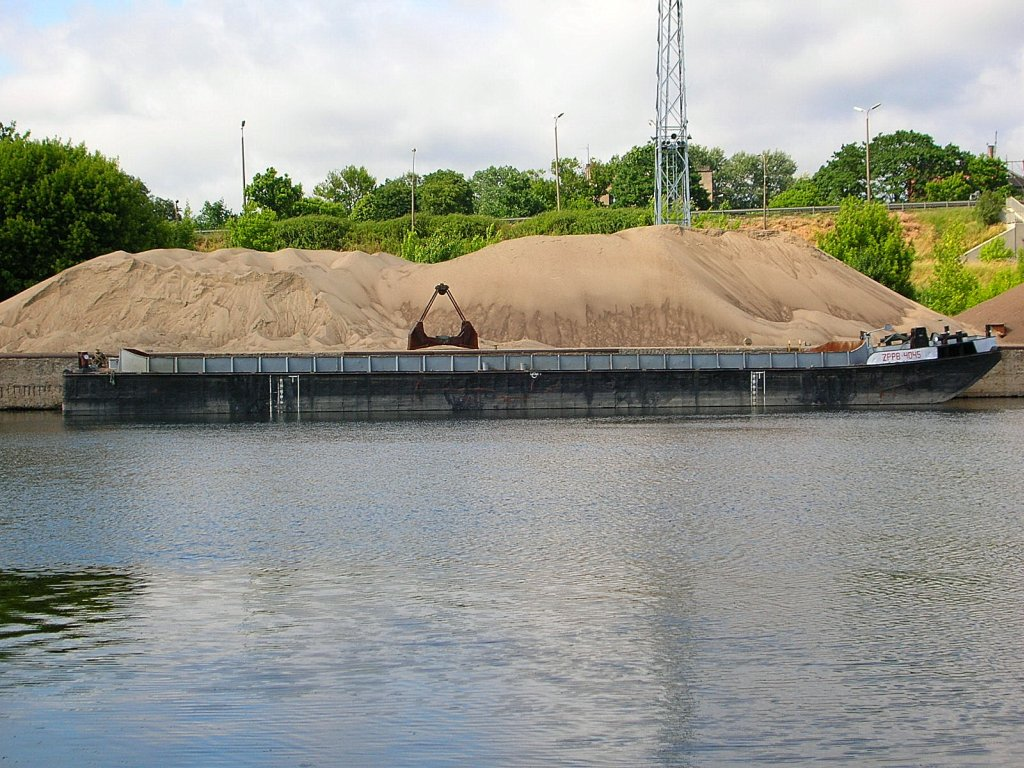
Remorkér v přístavu
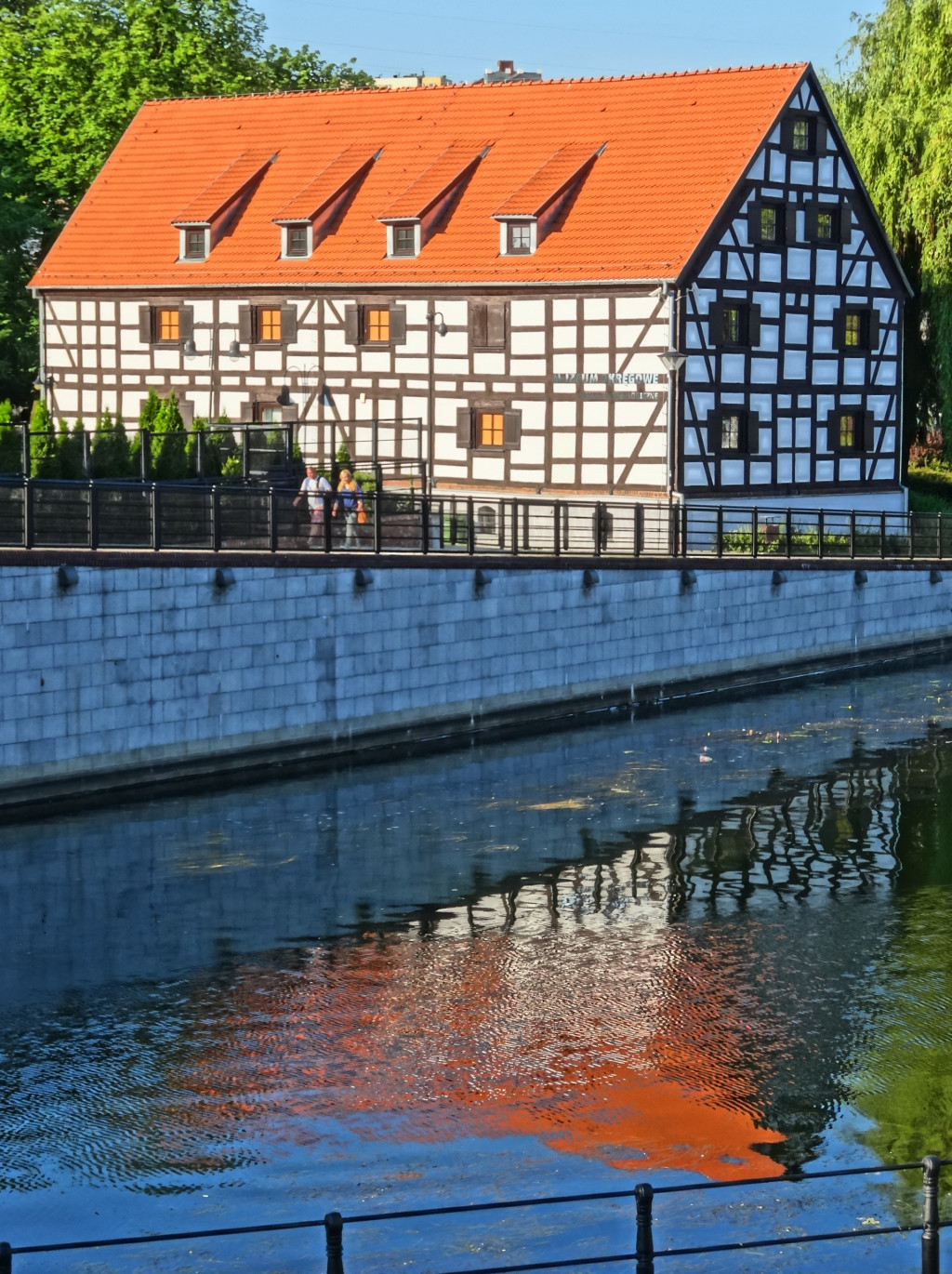
Bílý špejchar
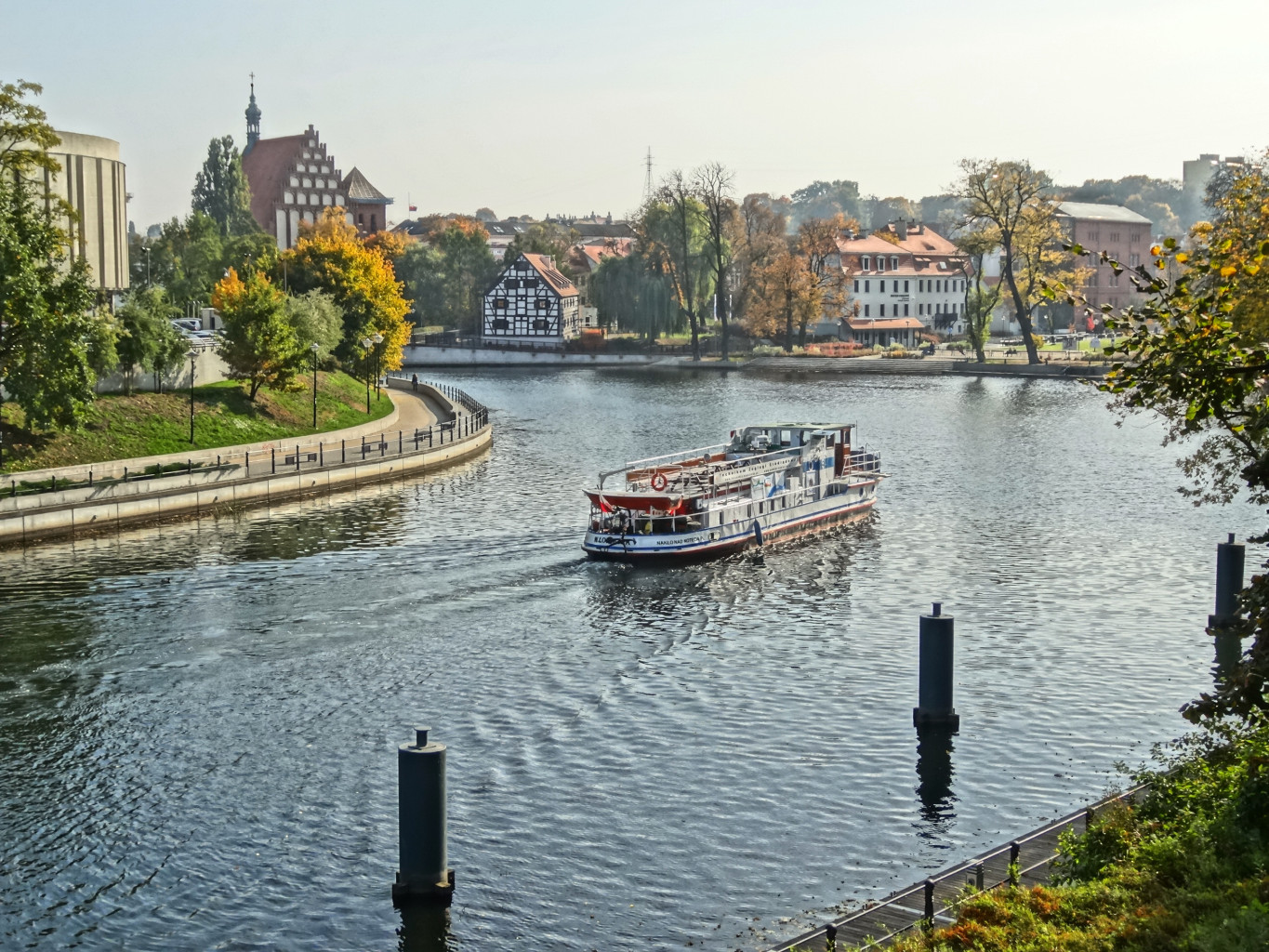
Ohyb řeky

## Přepravní společnosti

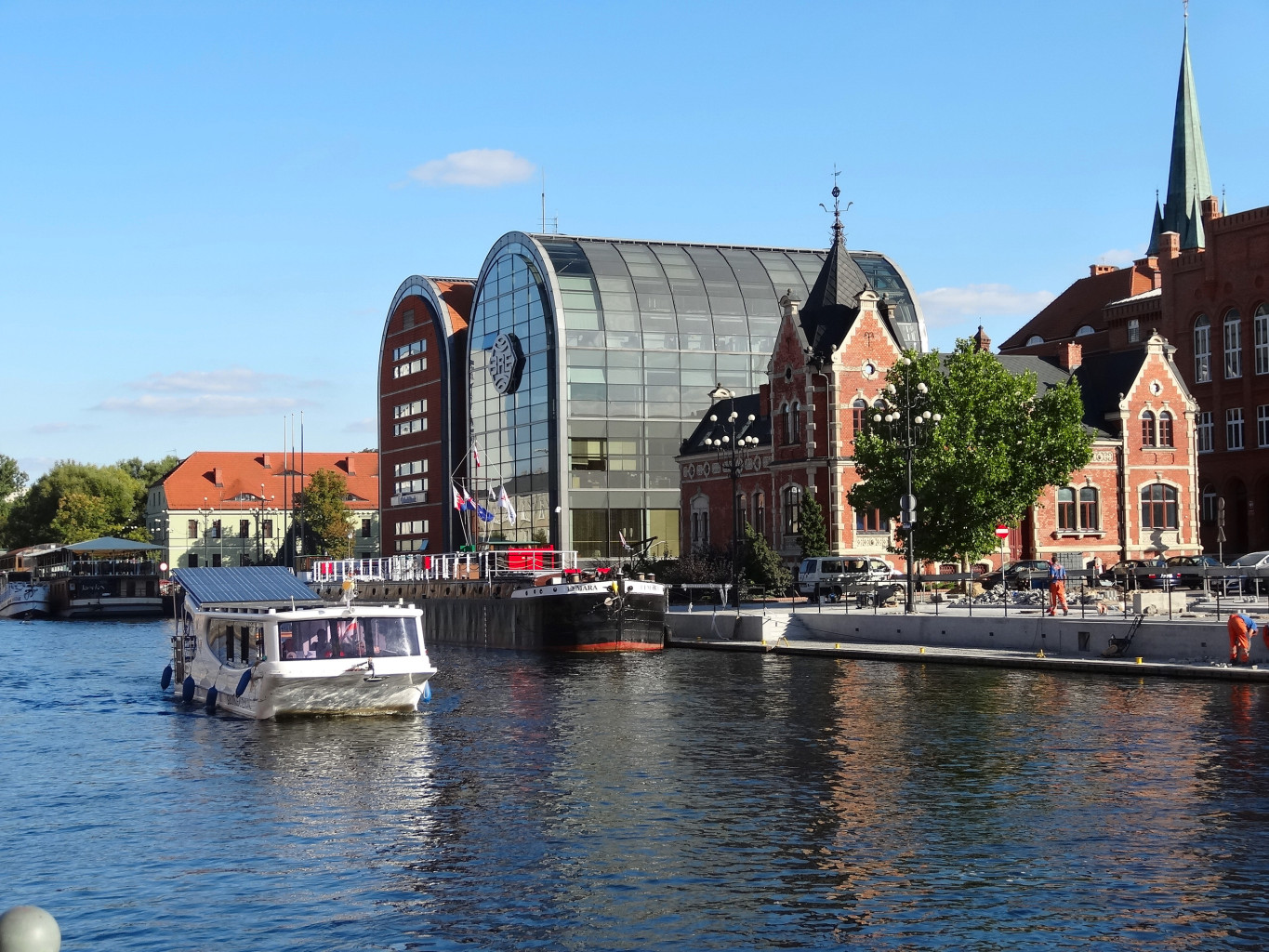
Lloydův palác na řece Brda

Rostoucí těžba dřeva si vyžadovala zefektivnění lodní dopravy na Visle a Brdě. To vyústilo ve zřízení podniku, který byl schopen převzít přepravu a zefektivnit stávající odtahové služby. První společnost  s moderními remorkéry a čluny byla v Bydhošti  otevřena 3. června 1869. Od 20. ledna 1883 se společnost jmenovala Bromberger Schleppschiffahrt FW Bumke a 29. srpna 1891 se změnila ve společnost s názvem Bromberger Schleppschiffahrt Aktien Gesellschaft, jejíž vedení sídlilo v Bydhošti. Následně se vedení společnosti přestěhovalo do tzv. Lloydova paláce na řece Brda, který v roce 1908 zakoupilo. Po koupi byla budova přestavěna, bylo přistavěno východní křídlo a přízemí začalo být využíváno pro administrativní a kancelářské účely. Firma převzala od města koncesi na tažení řetězové přepravy na řece Brda, dva řetězové remorkéry, parní šroubový člun, továrnu na stroje, statek s lihovarem. Společnost dále postupně získala pozemky v sousedních obcích a převzala práva a povinnosti od pruského státu. Ten se naopak zaručil vybudovat příkop na ohybu dolní Brdy a vzdát se dvou mrtvých ramen řeky. Společnost na oplátku zřídila překládací přístav na levém břehu Brdy a vybavila ho všemi potřebnými zařízeními.